# Denghoog

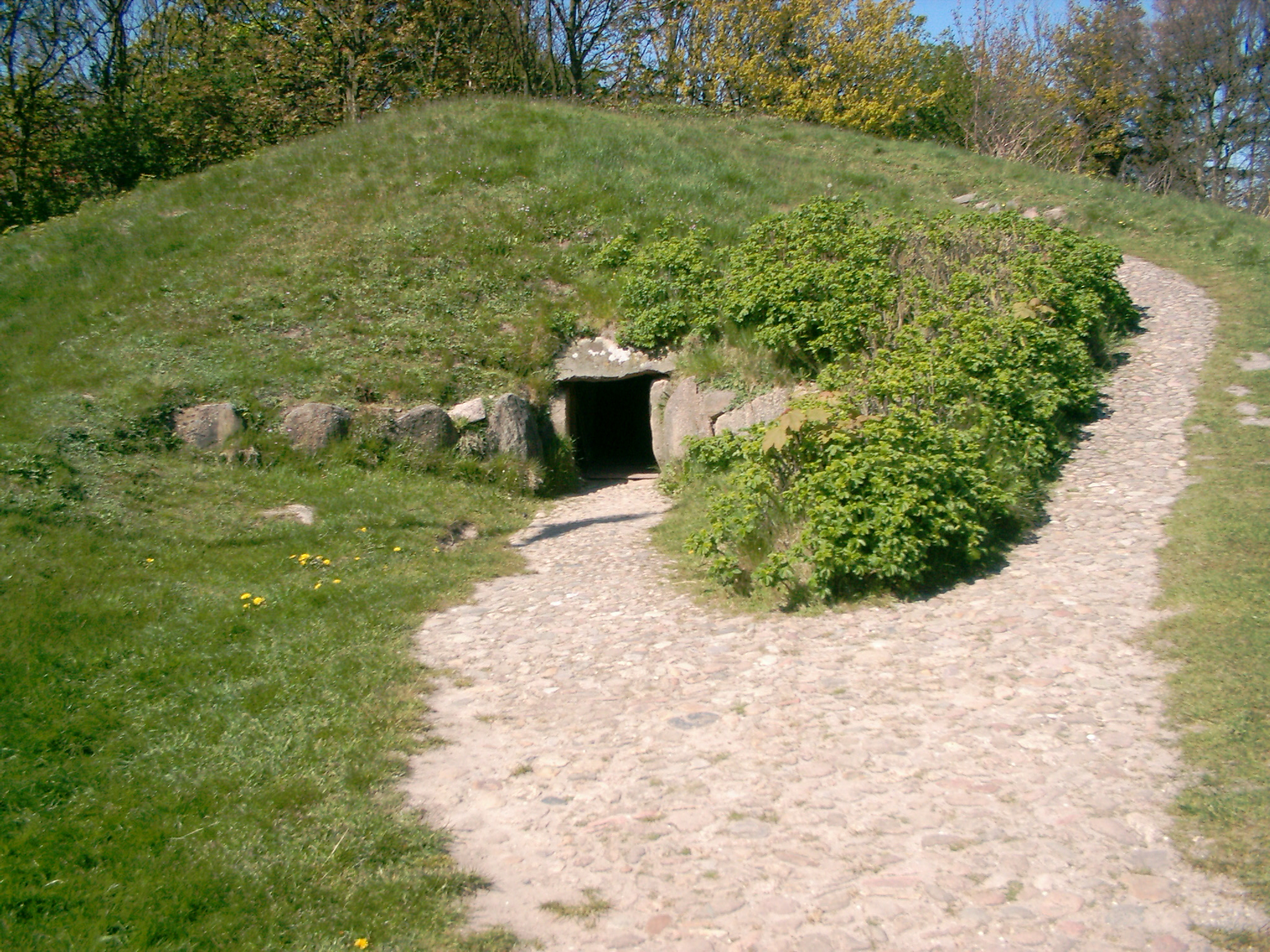
Gånggriften Denghoog.

Denghoog (frisiska: Tingshög) är en gravhög på Sylt, med Tysklands enda gånggrift.
Denghoog grävdes ut 1868 av geologen F. Wibel och visade sig endast innehålla ett skelett men med rikt gravgods av lerkärl, flintredskap, bärnstenspärlor med mera.